# Cesur ve Güzel
Cesur ve Güzel (em Portugal: Amor Valente) é uma telenovela turca produzida pela Ay Yapım e exibida pela Star TV, entre 10 de novembro de 2016 a 22 de junho de 2017, em 32 episódios. Escrita por Ece Yörenç, Elif Usman, Serdar Soydan e Deniz Büyükkirli, tem direção de Ali Bilgin com produção de Kerem Çatay e Pelin Diştaş Yaşaroğlu. Foi protagonizada por Kıvanç Tatlıtuğ e Tuba Büyüküstün. A série foi indicada ao Emmy Internacional 2018 na categoria de melhor telenovela.
Foi exibido em Angola (as 21h) e Moçambique (as 22h) pela Zap Novelas, entre 29 de dezembro de 2017 a 18 de maio de 2018, substituindo Amor e Pecado e sendo substituída por Pérola Negra.
Em Portugal, foi exibida pela SIC de 9 de dezembro de 2024 a 24 de abril de 2025, substituindo Pobre Menino Rico.
No Brasil, a produção foi adquirida pelo streaming Globoplay e deve chegar ao catálogo em breve.

## Enredo
A ficção, centrada em um envolvente romance marcado por uma histórica rivalidade familiar, tem como arranque a cruel disputa entre duas mulheres, onde, uma delas, capaz de tudo para arruinar silenciosamente a vida da outra, planeja um acidente que pode terminar em tragédia. Porém, o que parecia se aproximar do fim, dá lugar a um encontro inesperado quando um valente herói salva a vida de uma bela amazona justamente no momento em que sua vida corre perigo.
Em Cesur, Tassin (Tamer Levent) é o patriarca da família Korludag, conhecida por sua tradição na produção de azeite, além das inúmeras empresas de diferentes seguimentos. Sua riqueza e sua grande influência na sociedade o tornou temido e respeitado por todos. Não existe um só lugar ou qualquer pessoa na cidade que ele não controle. Tassin tem dois filhos: Korhan (Erkan Avcı), que é uma grande decepção para o pai, e Suhan (Tuba Büyüküstün), uma jovem inteligente e muito bonita, por quem ele sente um grande carinho.
Cahide (Sezin Akbaşoğulları) é a esposa de Korhan e, desesperada por ter um filho, tenta de todas as formas ficar grávida. Sem nenhum sucesso, teme que sua cunhada Suhan dê um herdeiro a Tassin antes dela e que receba toda a fortuna da família, por isso tenta matá-la. Entretanto, seus planos malignos são arruinados quando um valente defensor entra na história para salvar a vida de Suhan e tornar-se o seu grande amor, ocupando, inclusive, o lugar do filho que Tassin sempre sonhou.
Este valente desconhecido é Cesur Alemdaroglu (Kıvanç Tatlıtuğ), porém, o que ninguém imagina é que a vingança corre pelas veias deste forasteiro e que não é por nenhuma coincidência que ele tenha aparecido na vida desta família.

## Elenco
- Kıvanç Tatlıtuğ como Cesur Alemdaroğlu
- Tuba Büyüküstün como Sühan Korludağ
- Tamer Levent como Tahsin Korludağ
- Erkan Avcı como Korhan Korludağ
- Serkan Altunorak como Bülent Aydınbaş
- Sezin Akbaşoğulları como Cahide Korludağ
- Devrim Yakut como Mihriban Aydınbaş
- Nihan Büyükağaç como Adalet Korludağ
- Firat Altunmeşe como Kemal Bozlu
- Irmak Örnek como Şirin Turhan
- Okday Korunan como Salih Turhan
- Gözde Türkpençe como Banu Vardas
- Işıl Dayoğlu como Reyhan Turhan
- Zeynep Kızıltan como Hülya
- Cansu Türedi como Necla
- Tilbe Saran como Fügen Karahasanoğlu
- Ali Pinar como Hasan Karahasanoğlu
- Müfit Kayacan como Rifat
- Yiğit Özşener como Riza Chirpiji[7]

## Exibição internacional
| País                         | Emissora                        | Título Local                         | Estreia                | Horário      |
| ---------------------------- | ------------------------------- | ------------------------------------ | ---------------------- | ------------ |
| Chipre do Norte              | Star TV                         | Cesur ve Güzel                       | 10 de novembro de 2016 | 20:00        |
| Líbano                       | LBC                             | Jousour wel jamila                   | 11 de janeiro de 2017  | 17:00        |
| Grécia                       | ANT1                            | Μοιραία Έλξη                         | 20 de março de 2017    | 16:30        |
| Paquistão                    | Urdu 1                          | Ek Haseena Ek Deewana                | 4 de abril de 2017     | 20:00        |
| Kosovo                       | Kohavision                      | Trimi dhe e bukura                   | 10 de abril de 2017    | 21:00        |
| Irão                         | GEM TV                          | پاتریکس Patrix                       | Abril de 2017          | 21:00        |
| Lituânia                     | TV3 TV8                         | Kerštas ir meilė                     | 29 de maio de 2017     | 15:30 18:00  |
| Colômbia                     | Canal 1                         | Cesur ve Güzel                       | 14 de agosto de 2017   | 20:00        |
| Israel                       | Viva                            | יפה שלי                              | 17 de agosto de 2017   | 21:05        |
| Liga Árabe                   | MBC 4                           | جسور والجميلة                        | 10 de setembro de 2017 | 21:00        |
| Hungria                      | TV2                             | Bosszú vagy szerelem                 | 4 de outubro de 2017   | 16:50        |
| Albânia                      | TV Klan                         | Xhesuri dhe e bukura                 | 14 de outubro de 2017  | 20:10        |
| Iraque · Curdistão iraquiano | Kurdmax                         | جوان و ئازا                          | Outubro de 2017        | 21:00        |
| Portugal                     | SIC                             | Amor Valente                         | Dezembro de 2024       | 15:35        |
| Polónia                      | TVP2                            | Meandry uczuć                        | 5 de dezembro de 2017  | 17:05        |
| Somália                      | Horn Cable Television           | Badbaado Jaceyl                      | 22 de dezembro de 2017 | 21:00        |
| Letónia                      | LNT                             | Drosme un skaistums                  | 29 de janeiro de 2018  | 18:55        |
| Chile                        | Mega                            | Cesur                                | por anunciar           | por anunciar |
| Bulgária                     | bTV                             | Дръзки и Красиви Brave and Beautiful | por anunciar           | por anunciar |
| Malásia                      | NTV7                            | Brave and Beautiful                  | 14 de maio de 2018     | 18:30        |
| Eslovênia                    | POP TV                          | Ukradena preteklost                  | 14 de maio de 2018     | 17:55        |
| Angola · Moçambique          | Zap Novelas                     | Cesur                                | 29 de dezembro de 2017 | 21:00 22:00  |
| Filipinas                    | Kapamilya Channel (ABS-CBN) A2Z | Brave and Beautiful                  | Em breve               |              |

## Visão geral da série
| Temporada | N. de episódios | Início da temporada    | Final da temporada  | Episódios | Emissora |
| --------- | --------------- | ---------------------- | ------------------- | --------- | -------- |
| 1         | 32              | 10 de novembro de 2016 | 22 de junho de 2017 | 1 - 32    | Star TV  |

## Prêmios e indicações
| Ano  | Prêmio                                          | Categoria                            | Resultado | Nomeado (s)     |
| ---- | ----------------------------------------------- | ------------------------------------ | --------- | --------------- |
| 2016 | GQ Turkey Awards                                | Homem do ano                         | Venceu    | Kivanc Tatlitug |
| 2017 | TelevisionDisisi.com Best Awards                | Melhor casal (Cesur e Suhan)         | Venceu    | Kivanc & Tuba   |
| 2017 | Sayidaty magazine                               | Melhor ator                          | Venceu    | Kivanc Tatlitug |
| 2017 | Sayidaty magazine                               | Melhor atriz                         | Venceu    | Tuba Büyüküstün |
| 2017 | Seoul International Drama Awards                | Prêmio de Excelência para Long Drama | Venceu    | Cesur ve Güzel  |
| 2017 | Seoul International Drama Awards                | Melhor ator                          | Indicado  | Kivanc Tatlitug |
| 2017 | Seoul International Drama Awards                | Melhor diretor                       | Indicado  | Ali Bilgin      |
| 2017 | TelevisionDisisi.com Best Awards                | Melhor atriz                         | Pendente  | Tuba Büyüküstün |
| 2017 | Distinctive International Arab Festivals Awards | Melhor casal                         | Venceu    | Kivanc & Tuba   |
| 2017 | Golden Butterfly Award                          | Prêmio Miracle Maker                 | Venceu    | Kivanc          |
| 2017 | Golden Butterfly Award                          | Prêmio Miracle Maker                 | Venceu    | Tuba            |
| 2018 | 46th International Emmy Awards                  | Melhor Telenovela                    | Indicado  | Cesur ve Güzel  |